# Sharon, Quận Portage, Wisconsin
Sharon là một thị trấn thuộc quận Portage, tiểu bang Wisconsin, Hoa Kỳ. Năm 2010, dân số của thị trấn này là 1.950 người.